# 維索恰諾韋
47°59′20″N 31°45′10″E / 47.98889°N 31.75278°E
維索恰諾韋（烏克蘭語：Височанове），是烏克蘭中部的村莊，隸屬基洛夫格勒州的克羅皮夫尼茨基區。該村面積0.51平方公里，海拔高度150米，2001年人口37，人口密度每平方公里72.3人。